# Dara Ó Briain
Dara Ó Briain (spreek uit als: DErre o-BREIjen; IPA: [ˈdɑːrə_oʊˈbriːən]), (Bray, 4 februari 1972) is een Ierse stand-upcomedian en televisiepresentator.

## Levensloop
Ó Briain heeft op een zogenaamde "gaelscoil" gezeten in het zuiden van Dublin, een school waar onderwijs wordt gegeven in de Ierse taal, hoewel het niet in het Ierse taalgebied ligt. Hierna studeerde hij theoretische natuurkunde aan het University College in Dublin. Hij was lid van een debatingclub en won in 1994 het Irish Times National Debating Championship.

### Vroege carrière
Na zijn studie begon Ó Briain zijn televisiecarrière als presentator van een kinderprogramma op de Ierse zender RTÉ. Ook begon hij met zijn eerste stand-upoptredens in het Ierse comedycircuit. Hij presenteerde drie jaar lang het tweetalige (Iers en Engels) kinderprogramma Echo Island maar werd bekend als teamcaptain van het quizprogramma Don't Feed the Gondolas (1998–2000).

### Stand-upcomedy
Ó Briains carrière in de stand-upcomedy kwam van de grond toen hij meer ging toeren in Europa, Azië, Australië, met optredens in Dubai, Adelaide, Boston, New York en Shanghai. Hij treedt regelmatig op op het Cat Laughs Comedy Festival in Kilkenny en het Edinburgh Festival. Ook heeft hij opgetreden op het Just For Laughs Festival in Montreal.
Rond deze tijd presenteerde Dara Ó Briain ook het programma It's a Family Affair voor RTÉ.
In 2007 trad Ó Briain op voor een publiek dat bestond uit larpers, voor de serie Tough Gig ("moeilijk optreden") voor de zender ITV1. Om de groep te leren kennen sloot hij zich voor een weekend bij hen aan, waarbij hij de rol van de atheïstische elf Morgan Fairchald aannam, een naam die hij afleidde van de Amerikaanse actrice met die naam.

### Overige programma's
Ó Briain presenteerde de Ierse versie van het van oorsprong Australische televisieprogramma The Panel. Het programma heeft een wisselend panel van meestal Ierse komieken, die de gebeurtenissen van die week bespreken en gasten interviewen. Het programma heeft drie IFTA-nominaties (Irish Film and Television Awards) gekregen in de categorie Best Entertainment Show.
Vanaf 2002 verscheen Ó Briain regelmatig in Engelse programma's zoals Never Mind the Buzzcocks. Zijn populariteit in het Verenigd Koninkrijk blijkt ook uit zijn gastoptredens en, later, vier optredens als presentator, van de populaire nieuwsquiz Have I Got News for You
Ó Briain werd in 2005 presentator van Mock the Week (een mix tussen Have I Got News for You en Whose Line Is It Anyway?) en presenteerde van 2010 tot 2014 ook The Apprentice: You're fired. Ook was hij van 2004 tot en met 2012 een van de regelmatig terugkerende panelleden van QI en schreef hij het artikel Éire in de QI Annual voor serie E van het programma.
Ander opmerkelijk televisiewerk zijn twee documentaires gebaseerd op Three Men in a Boat, met Griff Rhys-Jones en Rory McGrath. In 2005 was hij te gast in het televisieprogramma Room 101.

## Stand-up DVDs
| Titel                                      | Releasedatum     | Plaats                         |
| ------------------------------------------ | ---------------- | ------------------------------ |
| Live at the Theatre Royal                  | 13 november 2006 | Theatre Royal, Londen          |
| Dara Ó Briain Talks Funny – Live in London | 17 november 2008 | HMV Hammersmith Apollo, Londen |
| This Is the Show                           | 22 november 2010 | Hammersmith Apollo, Londen     |
| Craic Dealer                               | 12 november 2012 | The Playhouse, Edinburgh       |